# Saint-Cyr-la-Lande
Saint-Cyr-la-Lande település Franciaországban, Deux-Sèvres megyében. Lakosainak száma 373 fő (2022. január 1.). Saint-Cyr-la-Lande Antoigné, Brion-près-Thouet, Louzy, Saint-Léger-de-Montbrun, Saint-Martin-de-Mâcon és Tourtenay községekkel határos.

## Népesség
A település népessége az elmúlt években az alábbi módon változott:
| Lakosok száma | 359  | 352  | 358  | 361  | 366  | 371  | 378  | 373  |
|               | 2013 | 2015 | 2017 | 2018 | 2019 | 2020 | 2021 | 2022 |